# Comolia vernicosa
Comolia vernicosa är en tvåhjärtbladig växtart som först beskrevs av George Bentham, och fick sitt nu gällande namn av José Jéronimo Triana. Comolia vernicosa ingår i släktet Comolia och familjen Melastomataceae. Inga underarter finns listade i Catalogue of Life.